# 올림픽 그리스 선수단
그리스는 고대 올림픽 대회의 발상지로, 근대 올림픽이 시작되던 1896년 아테네 올림픽의 개최와 동시에 첫 참가, 그 이후로 하계 올림픽의 매 대회에 참가하고 있는 몇 안되는 국가이다. 동계 올림픽 대회도 1936년 동계 올림픽을 시작으로 1960년 동계 올림픽 대회를 제외한 모든 대회에 참가하고 있다. 올림픽 대회 유치 사례로는 상술한 1896년 하계 올림픽과 2004년 하계 올림픽을 아테네에 유치한 적이 있다.
올림픽 대회의 개막식에서 선수 입장이 이뤄질 때 가장 먼저 주경기장에 들어서는 국가로 정해져 있는데 이는 올림픽의 발상지로서의 영예를 누리고 있는 것이다. 개최국이 되었던 2004년 아테네 올림픽에서는 맨 처음에는 국기만 입장하고, 맨 마지막에 개최국 자격으로서 선수단이 입장하는 방식을 택하였다. 선수단 입장 뿐만 아니라 모든 올림픽 대회의 성화는 고대 올림픽 대회가 치러졌던 올림피아의 헤라 신전에서 채화되며, 이곳으로부터 성화 봉송이 시작된다. 또한 매 대회의 폐막식에서는 현재 대회 개최국과 차기 대회 개최국의 국기와 더불어 그리스의 국기가 게양되도록 하고 있다.
그리스의 올림픽 통산 메달 획득 기록은 15개 종목 120여개에 달하며, 올림픽 메달 집계 순위에서 30위권에 등극해 있다. 그리스가 강세를 보이는 종목은 육상과 역도 종목이 있으며, 특히 역도의 경우 현재까지의 메달 집계 순위에서 10위권 이내에 자리해 있다. 이밖에도 체조, 사격, 레슬링 종목에서도 두각을 드러내며 각 종목마다 10여개 메달을 획득한 기록이 있다. 그리스의 역대 최고 순위는 1896년 아테네 올림픽에서 기록한 2위로, 메달수 기준으로는 1위를 기록하였다. 한편 동계 올림픽에서는 아직까지 단 한번도 메달을 따지 못했다.
1896년, 2004년의 두 대회 뿐만 아니라 근대올림픽 10주년을 맞이하여 치러진 1906년 중간 올림픽을 유치한 적이 있으며, 이 대회에서 총 35개의 메달을 획득하며 종합순위 3위에 올랐으나, 오늘날 이 대회는 국제올림픽위원회가 공식적으로 인정하지 않고 있다.

## 유치 대회
그리스는 하계 올림픽을 2회 유치하였으며 초대 대회인 1896년 하계 올림픽과 2004년 하계 올림픽을 개최하였다. 두 대회 모두 아테네에서 개최되었는데 한 도시에서 하계 올림픽이 두 번 열린 것은 아테네 이외에는 런던, 파리, 로스앤젤레스, 도쿄 뿐이다.
정식 대회 이외에도 1906년 중간 올림픽을 유치하였으며 당시 국제올림픽위원회는 정식 올림픽 대회로 인정하였으나, 오늘날에 와서는 개최 주기를 벗어난다는 이유로 정식 대회로는 인정받지 못하고 있다.
| 대회               | 유치 도시 | 날짜              | 참가국  | 참가선수 | 종목    |
| ------------------ | --------- | ----------------- | ------- | -------- | ------- |
| 1896년 하계 올림픽 | 아테네    | 4월 6일~4월 11일  | 14개국  | 241명    | 43종목  |
| 2004년 하계 올림픽 | 아테네    | 8월 13일~8월 29일 | 201개국 | 10,625명 | 301종목 |

## 메달 집계
개최국 자격

### 하계 올림픽
| 대회                  | 선수      | 금메달 | 은메달 | 동메달 | 총합 | 순위 |        |
| --------------------- | --------- | ------ | ------ | ------ | ---- | ---- | ------ |
| 1896년 아테네         | 212       | 10     | 18     | 19     | 47   | 2    |        |
| 1900년 파리           | 3         | 0      | 0      | 0      | 0    | –    |        |
| 1904년 세인트루이스   | 14        | 1      | 0      | 1      | 2    | 8    | [ 2 ]  |
| 1908년 런던           | 20        | 0      | 3      | 1      | 4    | 15   | [ 3 ]  |
| 1912년 스톡홀름       | 22        | 1      | 0      | 1      | 2    | 15   | [ 4 ]  |
| 1920년 안트베르펜     | 57        | 0      | 1      | 0      | 1    | 19   | [ 5 ]  |
| 1924년 파리           | 39        | 0      | 0      | 0      | 0    | –    | α      |
| 1928년 암스테르담     | 23        | 0      | 0      | 0      | 0    | –    | [ 7 ]  |
| 1932년 로스앤젤레스   | 10        | 0      | 0      | 0      | 0    | –    | [ 8 ]  |
| 1936년 베를린         | 41        | 0      | 0      | 0      | 0    | –    | [ 9 ]  |
| 1948년 런던           | 61        | 0      | 0      | 0      | 0    | –    | [ 10 ] |
| 1952년 헬싱키         | 48        | 0      | 0      | 0      | 0    | –    | [ 11 ] |
| 1956년 멜버른         | 13        | 0      | 0      | 1      | 1    | 35   | [ 12 ] |
| 1960년 로마           | 48        | 1      | 0      | 0      | 1    | 21   | [ 13 ] |
| 1964년 도쿄           | 18        | 0      | 0      | 0      | 0    | –    | [ 14 ] |
| 1968년 멕시코시티     | 44        | 0      | 0      | 1      | 1    | 42   | [ 15 ] |
| 1972년 뮌헨           | 60        | 0      | 2      | 0      | 2    | 29   | [ 16 ] |
| 1976년 몬트리올       | 41        | 0      | 0      | 0      | 0    | –    | [ 17 ] |
| 1980년 모스크바       | 43        | 1      | 0      | 2      | 3    | 22   | [ 18 ] |
| 1984년 로스앤젤레스   | 62        | 0      | 1      | 1      | 2    | 30   | [ 19 ] |
| 1988년 서울           | 56        | 0      | 0      | 1      | 1    | 46   | [ 20 ] |
| 1992년 바르셀로나     | 70        | 2      | 0      | 0      | 2    | 26   | [ 21 ] |
| 1996년 애틀랜타       | 121       | 4      | 4      | 0      | 8    | 16   | [ 22 ] |
| 2000년 시드니         | 140       | 4      | 6      | 3      | 13   | 17   | [ 23 ] |
| 2004년 아테네         | 426       | 6      | 6      | 4      | 16   | 15   | [ 24 ] |
| 2008년 베이징         | 156       | 0      | 2      | 1      | 3    | 60   | [ 25 ] |
| 2012년 런던           | 103       | 0      | 0      | 2      | 2    | 76   | [ 26 ] |
| 2016년 리우데자네이루 | 95        | 3      | 1      | 2      | 6    | 26   | [ 27 ] |
| 2020년 도쿄           | 83        | 2      | 1      | 1      | 4    | 36   | [ 28 ] |
| 2024년 파리           | 개최 예정 |        |        |        |      |      |        |
| 2028년 로스앤젤레스   | 개최 예정 |        |        |        |      |      |        |
| 2032년 브리즈번       | 개최 예정 |        |        |        |      |      |        |
| 총합                  | 총합      | 35     | 45     | 41     | 121  | 33   |        |

### 동계 올림픽
| 대회                         | 선수       | 금메달     | 은메달     | 동메달     | 총합       | 순위       |
| ---------------------------- | ---------- | ---------- | ---------- | ---------- | ---------- | ---------- |
| 1936년 가르미슈파르텐키르헨  | 1          | 0          | 0          | 0          | 0          | –          |
| 1948년 장크트모리츠          | 1          | 0          | 0          | 0          | 0          | –          |
| 1952년 오슬로                | 3          | 0          | 0          | 0          | 0          | –          |
| 1956년 코르티나담페초        | 3          | 0          | 0          | 0          | 0          | –          |
| 1960년 스쿼밸리              | 불참       | 불참       | 불참       | 불참       | 불참       | 불참       |
| 1964년 인스부르크            | 3          | 0          | 0          | 0          | 0          | –          |
| 1968년 그르노블              | 3          | 0          | 0          | 0          | 0          | –          |
| 1972년 삿포로                | 3          | 0          | 0          | 0          | 0          | –          |
| 1976년 인스부르크            | 4          | 0          | 0          | 0          | 0          | –          |
| 1980년 레이크플래시드        | 3          | 0          | 0          | 0          | 0          | –          |
| 1984년 사라예보              | 6          | 0          | 0          | 0          | 0          | –          |
| 1988년 캘거리                | 6          | 0          | 0          | 0          | 0          | –          |
| 1992년 알베르빌              | 8          | 0          | 0          | 0          | 0          | –          |
| 1994년 릴레함메르            | 9          | 0          | 0          | 0          | 0          | –          |
| 1998년 나가노                | 13         | 0          | 0          | 0          | 0          | –          |
| 2002년 솔트레이크시티        | 10         | 0          | 0          | 0          | 0          | –          |
| 2006년 토리노                | 5          | 0          | 0          | 0          | 0          | –          |
| 2010년 밴쿠버                | 7          | 0          | 0          | 0          | 0          | –          |
| 2014년 소치                  | 7          | 0          | 0          | 0          | 0          | –          |
| 2018년 평창                  | 4          | 0          | 0          | 0          | 0          | –          |
| 2022년 베이징                | 5          | 0          | 0          | 0          | 0          | -          |
| 2026년 밀라노-코르티나담페초 | '개최 예정 | '개최 예정 | '개최 예정 | '개최 예정 | '개최 예정 | '개최 예정 |
| 총합                         | 총합       | 0          | 0          | 0          | 0          | –          |

### 하계올림픽 종목별 메달 집계
| 종목        | 금 | 은 | 동 | 합계 |
| ----------- | -- | -- | -- | ---- |
| 육상        | 8  | 12 | 10 | 30   |
| 역도        | 6  | 5  | 4  | 15   |
| 체조        | 5  | 3  | 4  | 12   |
| 사격        | 4  | 4  | 5  | 13   |
| 요트        | 3  | 2  | 3  | 8    |
| 펜싱        | 2  | 1  | 2  | 5    |
| 수영        | 1  | 4  | 2  | 7    |
| 레슬링      | 1  | 3  | 7  | 11   |
| 사이클      | 1  | 3  | 0  | 4    |
| 태권도      | 1  | 3  | 0  | 4    |
| 조정        | 1  | 1  | 2  | 4    |
| 유도        | 1  | 0  | 1  | 2    |
| 다이빙      | 1  | 0  | 0  | 1    |
| 테니스      | 0  | 2  | 1  | 3    |
| 수구        | 0  | 2  | 0  | 2    |
| 합계 (15개) | 35 | 45 | 41 | 121  |

## 같이 보기
- 분류:그리스의 올림픽 참가 선수